# Warslow and Elkstones
Warslow and Elkstones es una parroquia civil del distrito de Staffordshire Moorlands, en el condado de Staffordshire (Inglaterra).

## Geografía
Según la Oficina Nacional de Estadística británica, Warslow and Elkstones tiene una superficie de 15,28 km².

## Demografía
Según el censo de 2001, Warslow and Elkstones tenía 315 habitantes (48,57% varones, 51,43% mujeres) y una densidad de población de 20,62 hab/km². El 17,78% eran menores de 16 años, el 72,7% tenían entre 16 y 74, y el 9,52% eran mayores de 74. La media de edad era de 41,85 años. Del total de habitantes con 16 o más años, el 27,03% estaban solteros, el 52,9% casados, y el 20,08% divorciados o viudos.
El 98,09% de los habitantes eran originarios del Reino Unido. El resto de países europeos englobaban al 0,96% de la población, mientras que el 0,96% había nacido en cualquier otro lugar. Todos los habitantes eran blancos. El cristianismo era profesado por el 81,53% y el islam por el 0,96%, mientras que el 11,46% no eran religiosos y el 6,05% no marcaron ninguna opción en el censo.
Había 139 hogares con residentes, 14 vacíos, y 10 eran alojamientos vacacionales o segundas residencias.